# Inge Hornstra
Inge Horstra (ur. 21 maja 1974 roku w Holandii) – australijska aktorka telewizyjna i filmowa. Zadebiutowała w 1993 roku małą rolą w dramacie The Door. Najbardziej znana z ról w serialach popularnych w Australii: Szkoła złamanych serc, Córki McLeoda, Siódme poty.
W roku 1994 ukończyła National Institute of Dramatic Art "NIDA" w Sydney, z dyplomem z aktorstwa.

## Filmografia

### Filmy
| Rok  | Tytuł filmu               | Rola               |
| ---- | ------------------------- | ------------------ |
| 1993 | The Door                  | córka              |
| 1998 | Never Tell Me Never       | Pielęgniarka Silla |
| 1998 | Zbuntowany klon           | Agent Hudson       |
| 2003 | BlackJack                 | Carmen             |
| 2005 | BlackJack: Ace Point Game | Kylie              |

### Seriale
| Rok       | Tytuł serialu         | Rola                       |
| --------- | --------------------- | -------------------------- |
| 1989-1996 | G.P.                  | Kim Garland (gościnnie)    |
| 1994-1999 | Szkoła złamanych serc | Allie Matts                |
| 1996      | Szczury wodne         | Margie Goodwin (gościnnie) |
| 1996      | Siódme poty           | Tats                       |
| 1997-1999 | Wildside              | Ellen Doglas (gościnnie)   |
| 1997-1999 | Tropem zbrodni        | Bliss Bridle               |
| 1997-1999 | Big Sky               | Debbie                     |
| 1999-2003 | Ucieczka w kosmos     | Essk (gościnnie)           |
| 1999-2003 | Władca zwierząt       | Nadeea (gościnnie)         |
| 2001-2006 | Córki McLeoda         | Sandra Kinsela             |